# 58 Konkordija
58 Konkordija (mednarodno ime  58 Concordia) je asteroid v glavnem asteroidnem pasu. Pripada družini asteroidov Nemeza. Včasih so celotno družino Nemeza po njem imenovali družina Konkordija

## Odkritje
Asteroid Konkordijo je odkril Karl Theodor Robert Luther 24. marca 1860. Ime je dobil po boginji harmonije Konkordiji iz rimske mitologije. 

## Lastnosti
Spada med asteroide tipa CU (po Tholenovem načinu) in tipa Ch  (po načinu SMASS) . Površina asetroida je zelo temna, verjetno se na površini nahajajo ogljikove spojine.